# C'era una volta il musicarello
C'era una volta il musicarello è stato un programma televisivo condotto da Ivan Cattaneo, prodotto da Mediaset per Rete 4 nel 2019.

## Il programma
La trasmissione, andata in onda nel febbraio 2019 per tre puntate in seconda serata, racconta l'origine, la diffusione e il successo dei cosiddetti musicarelli ovvero quei film appartenenti al genere del musicarello. Presentati e inframezzati dall'intervento del cantautore Ivan Cattaneo vediamo quindi sequenze tratte da moltissimi film di quel filone interpretati da molti cantanti in voga negli anni sessanta, periodo d'oro di questo genere cinematografico che prendendo spunto da una canzone di successo reclutava il cantante di tale successo e imbastiva una storia pretesto per inserire numeri musicali.

## Trasmissioni
- Trasmesso in tre puntate su Rete 4 in seconda serata nel febbraio 2019, successivamente è stata realizzata una puntata riassuntiva dal titolo C'era una volta il musicarello – Best.
- Nel corso del 2019 e del 2020 il programma è stato replicato, sia in versione integrale che nella forma ridotta a una puntata, numerose volte anche come contenitore preserale di Rete 4.

## Curiosità

### Sequenze tratte dai seguenti film
- I ragazzi del juke-box (1959) di Lucio Fulci
- Appuntamento a Ischia (1960) di Mario Mattoli
- Urlatori alla sbarra (1960) di Lucio Fulci
- Sanremo - La grande sfida (1960) di Piero Vivarelli
- I Teddy boys della canzone (1960) di Domenico Paolella
- 5 marines per 100 ragazze (1961) di Mario Mattoli
- Mina... fuori la guardia (1961) di Armando W. Tamburella
- Uno strano tipo (1962) di Lucio Fulci
- Questo pazzo, pazzo mondo della canzone (1964) di Bruno Corbucci, Giovanni Grimaldi
- I ragazzi dell'Hully Gully (1964) di Marcello Giannini
- Una lacrima sul viso (1964) di Ettore M. Fizzarotti
- Canzoni, bulli e pupe (1964) di Carlo Infascelli
- In ginocchio da te (1964) di Ettore M. Fizzarotti
- Non son degno di te (1965) di Ettore M. Fizzarotti
- Mi vedrai tornare (1965) di Ettore M. Fizzarotti
- Rita, la figlia americana (1965) di Piero Vivarelli
- Rita la zanzara (1966) di Lina Wertmüller
- Perdono (1966) di Ettore M. Fizzarotti
- Se non avessi più te (1966) di Ettore M. Fizzarotti
- Dio, come ti amo! (1966) di Miguel Iglesias
- Mondo pazzo... gente matta (1966) di Renato Polselli
- L'immensità (La ragazza del Paip's) (1967) di Oscar De Fina
- Cuore matto... matto da legare (1967) di Mario Amendola
- Little Rita nel West (1967) di Ferdinando Baldi
- Marinai in coperta (1967) di Bruno Corbucci
- Nel sole (1967) di Aldo Grimaldi
- Non stuzzicate la zanzara (1967) di Lina Wertmüller
- I ragazzi di Bandiera Gialla (1967) di Mariano Laurenti
- Per amore... per magia... (1967) di Duccio Tessari
- Quando dico che ti amo (1967) di Giorgio Bianchi
- Riderà (Cuore matto) (1967) di Bruno Corbucci
- Una ragazza tutta d'oro (1967) di Mariano Laurenti
- Stasera mi butto (1967) di Ettore M. Fizzarotti
- Donne... botte e bersaglieri (1968) di Ruggero Deodato
- Play Boy (1968) di Enzo Battaglia
- Vacanze sulla Costa Smeralda (1968) di Ruggero Deodato
- Soldati e capelloni (1968) di Ettore M. Fizzarotti
- Pensiero d'amore (1969) di Mario Amendola
- Zingara (1969) di Mariano Laurenti
- Zum Zum Zum - La canzone che mi passa per la testa (1969) di Bruno Corbucci
- Zum Zum Zum nº 2 (1969) di Bruno Corbucci
- Il ragazzo che sorride (1969) di Aldo Grimaldi
- Il suo nome è Donna Rosa (1969) di Ettore M. Fizzarotti
- Lisa dagli occhi blu (1969) di Bruno Corbucci
- Quelli belli... siamo noi (1970) di Giorgio Mariuzzo